# Зигмунт Залеський
Зигмунт Сигізмундович Зале́ський (Залевський) (пол. Zygmunt Zalewski; нар. 21 вересня 1885, Київ — пом. 23 березня 1945, Бухарест) — польський оперний співак (бас-баритон), режисер і театральний діяч.

## Біографія
Народився 21 вересня 1885 року в місті Києві (нині Україна). Вокальну освіту здобув в Одесі, удосконалювався в
Римі.
Дебютував у 1907 році у Санкт-Петербурзі. Упродовж 1907—1916 років — соліст Одеської опери. У 1919—1923 з великим успіхом гастролював в Італії, Іспанії і США. У 1923—1924, 1926—1927, 1929—1930 роках — соліст і режисер Великого театру у Варшаві; у 1924—1925 роках — «Ла Скала», у 1928—1929 роках — Познанської, у 1930—1931 роках — Львівської опер. Гастролював з великим успіхом у Парижі і Барселоні у 1929 році, Мілані («Ла Скала») у 1935 році.
З 1936 жив у Бухаресті, прийняв румунське громадянство. Наприкінці життя почав викладати. Помер у Бухаресті 23 березня 1945 року.

## Партії
- Борис («Борис Годунов» Модеста Мусоргського);
- Мефістофель («Фауст» Шарля Гуно);
- Мефістофель («Мефістофель» Арріґо Бойто);
- Ріголетто, Амонасро («Ріголетто», «Аїда» Джузеппе Верді);
- Скарпіа («Тоска» Джакомо Пуччіні);
- Кочубей («Мазепа» Петра Чайковського);
- Вотан («Валькірія» Ріхарда Вагнера).